# ماریانو سانز
ماریانو سانز (انگلیسی: Mariano Sanz؛ زادهٔ ۱۱ نوامبر ۱۹۸۹) بازیکن فوتبال اهل اسپانیا است.
از باشگاه‌هایی که در آن بازی کرده‌است می‌توان به باشگاه فوتبال هرکولس و باشگاه فوتبال راسینگ سانتاندر اشاره کرد.